# Bridelia taitensis
Bridelia taitensis är en emblikaväxtart som beskrevs av Wilhelm Vatke och Ferdinand Albin Pax. Bridelia taitensis ingår i släktet Bridelia och familjen emblikaväxter.
Artens utbredningsområde är Kenya. Inga underarter finns listade i Catalogue of Life.